# Benefício eclesiástico
Em religião, é designado benefício eclesiástico o rendimento vinculado a um cargo eclesiástico e que permite ao seu titular (beneficiário) cumprir corretamente uma função na Igreja.
Ou seja, é um direito adquirido de quem exerce um ofício eclesiástico, como fundo de rendimento ou côngrua e para seu usufruto, como forma da sua sustentação. 
O regime beneficial surgiu na Igreja pelo século VII, mas, como por vezes o beneficiado dava mais importância ao benefício que ao ofício, o Concílio Vaticano II decidiu que se procedesse prudentemente à extinção deste regime. Em Portugal, os patrimónios dos benefícios paroquiais foram integrados nas respectivas fábricas paroquiais.
Benefício era igualmente o cargo dentro do clero secular que concedia rendas ao seu titular ou beneficiário, designado beneficiado. Muitas vezes, o beneficiado não tinha necessidade de cobrir pessoalmente o seu beneficio, pois podia fazê-lo mediante um vigário, quando o titular tinha ocupações superiores, ou era menor de idade, ou simplesmente não podia ou não queria deslocar-se a um lugar longínquo ou desagradável por algum motivo, pelo que, em muitos casos, os clérigos levavam uma vida pouco edificante, em ambientes afastados da sua missão teórica. Também se dava o caso, ainda menos justificável, de acumular vários benefícios.
Existiam diversas categorias de benefício eclesiástico: benefício simples ou duplo, beneficio maior ou menor, ou beneficio regular ou secular. Havia diferentes tipos, também entre os benefícios simples, como por exemplo, a mordomia e o empréstimo. O beneficiado é a pessoa que tem direito a usufruir do benefício e obrigação de exercê-lo. Como tal obrigação podia delegar-se num vigário, existem também as figuras de beneficiado próprio e beneficiado servidor.
As rendas destes benefícios costumavam estar baseadas em impostos religiosos, como os dízimos e as primícias, em cobranças pelo exercício do culto, como os direitos de estola, e em outros rendimentos, às vezes derivados de propriedades territoriais vinculadas ao benefício. No entanto, o direito canónico proibia que se cobrasse qualquer quantia pela administração dos sacramentos (pecado de simonia). Quando se exercia o cargo através de um vigário, este receberia as côngruas e o titular recebia o resto.